# Сергеј Бодров Млађи
Сергеј Бодров млађи (рус. Серге́й Серге́евич Бодро́в) био је руски глумац, режисер и сценариста. Прво искуство на филму Сергеј је имао код свог оца у филму - Слобода је рај“, 1989. где се само појавио накратко. Током студија на Универзитету С. Бодров је такође играо у филму „Бели краљ, црвена краљица“ (1992). Бодров је тумачио главне улоге у филмовима „Кавкаски затвореник“, „Брат“ и „Брат 2", „Исток-Запад“, „Пољубац медведа“. Био је водитељ телевизијских програма „Визија“ и "Survivor". Сергејев отац је чувени режисер Сергеј Бодров по коме је добио име, а мајка Валентина Николајевна, уметница.
Погинуо је 2002. године са групом људи током спуштања са глечера у Кармадонској клисури, на планини Кавказ, где је боравио ради снимања филма „Гласник“.

## Филмографија
| Година   | Име                         | Оригинално име                 | Улога                                            |
| -------- | --------------------------- | ------------------------------ | ------------------------------------------------ |
| 1986     | Мрзим те                    | Я тебя ненавижу                | дечак у коњичком клубу                           |
| 1989     | Слобода је Рај              | СЭР (Свобода — это рай)        | затвореник                                       |
| 1992     | Бијели краљ, Црвена краљица | Белый король, красная королева | поштар                                           |
| 1996     | Затвореник планина          | Кавказский пленник             | Иван Жилин                                       |
| 1997     | Брате                       | Брат                           | Данила Багров                                    |
| 1998     | Тхе Стрингер                | Стрингер                       | Вадим                                            |
| 1999     | Исток / Запад               | Восток-Запад                   | Саша Василев                                     |
| 2000     | Брат 2                      | Брат 2                         | Данила Багров                                    |
| 2001     | Тхе Куицкие                 | The Quickie                    | Дима                                             |
| 2001     | Сестре                      | Сёстры                         | Данила Багров                                    |
| 2002     | Рат                         | Война                          | Капетан Медведев                                 |
| 2002     | Беар'с Кисс                 | Медвежий поцелуй               | Миша                                             |
| 2008     | Морфијум                    | Морфий                         | аутор сценарија                                  |
| Отказано | Мессенгер                   | Связной                        | човјек смрти Алекеи Семионов (тајни агент ФСБ-а) |